# Svilna
Svilna je malo slavonsko naselje smješteno na cesti Pleternica-Đakovo. Istočno od Svilne smjestio se Buk, a zapadno Resnik tako da ova tri sela, koja su spojena,  zapravo čina jednu cjelinu. Nalazi se u sastavu grada Pleternice.Svilna se prvi puta spominje 1313. Ovdje je bilo središte malog vlastelinstva kojim su gospodarili plemići Svilnački. Ovom su vlastelinstvu vjerojatno pripadala i sela Buk i Resnik. Plemići Svilnački vladali su ovdje oko 200 godina
Na mjestu Bučke crkve stajala je stara Svilnačka crkva sv. Jurja. Svilnačka župa i župna crkva spominje se 1334., 1335. i 1464., a održala se do turske provale 1536 godine. Nekada je postojala Gornja i Donja Svilna. Nakon izgradnje ceste Pleternica-Đakovo Gornja Svilna seli na mjesto gdje je sada Kalinić, a Donja Svilna seli na sadašnje mjesto.  Uz Svilnačku crkvu naseljava se Buk. Obnovom župe Svilnačka crkva preimenovana je u Bučku. Za vrijeme Turaka Svilna je bila nahija kojoj su pripadala sva sela od Resnika do Ruševa. U 19. st u Svilnu doseljavaju Česi koji sada pohrvačeni čine polovinu stanovnika. Iako je od Pleternice udaljena 4 km, posjeduje svu infrastrukturu (struja, voda, kanalizacija, telefon) broj stanovnika se iz godine u godinu smanjuje. Prema popisu stanovništva iz 2001. Svilna ima 177 stanovnika.

## Stanovništvo
Prema popisu stanovništva iz 2011. godine Svilna je imala 139 stanovnika.
| broj stanovnika | 107   | 130   | 118   | 146   | 182   | 189   | 182   | 176   | 202   | 215   | 212   | 220   | 217   | 181   | 177   | 139   | 109   |
|                 | 1857. | 1869. | 1880. | 1890. | 1900. | 1910. | 1921. | 1931. | 1948. | 1953. | 1961. | 1971. | 1981. | 1991. | 2001. | 2011. | 2021. |